# بلو ویل
بلو ویل (به پرتغالی: Belo Vale) یک منطقهٔ مسکونی در برزیل است که در میناز ژرایس واقع شده‌است. بلو ویل ۳۶۵ کیلومتر مربع مساحت دارد ۷۹۷ متر بالاتر از سطح دریا واقع شده‌است.